# Suprême NTM
Suprême NTM – francuska grupa hip-hopowa powstała w 1983 roku z inicjatywy Joey Starr i Kool Shen. Nazwa pochodzi z francuskiego slangu „NTM” to skrót od „Nique Ta Mère” oznaczającego wulgarny zwrot „jebać twoją matkę”.
Wcześniejsi członkowie grupy to DJ S., Animalxxx, Reak, Yazid, Mr Kast, Lady V. Są przyczyną  kontrowersji w związku z albumem 1993 J'appuie Sur la Gachette. Grupa została oskarżona o oszustwo. Wzbudzili również sprzeciw tytułem ,,Police".

## Dyskografia
- 1991: Authentik
- 1993: 1993… J'Appuie Sur La Gâchette
- 1995: Paris Sous Les Bombes
- 1998: Suprême NTM
- 2000: Live (1991-1998)
- 2001: NTM Le Clash – BOSS Vs IV My People
- 2007: Supreme NTM – Best Of 2007
- 2009: On est encore là – Live Bercy 2008

## Filmografia
- 2000 : NTM Live, koncert nagrany w Zénith de Paris, 24 i 25 listopada 1998.
- 2000 : Authentiques : 1 an avec le Suprême
- 2003 : On n'est pas des marques de vélo – dokument zrealizowany przez Jean-Pierre Thorn.
- 2008 : In Live With NTM – dokument zrealizowany przez Étienne Perrin.
- 2022: Le monde de demian – serial Netflix opowiadający o początkach grupy.